# De Sanzy
De Sanzy war ein französischer Hersteller von Automobilen.

## Unternehmensgeschichte
Das Unternehmen aus Paris begann 1924 mit der Produktion von Automobilen. Der Markenname lautete De Sanzy. Im gleichen Jahr endete die Produktion bereits wieder.

## Fahrzeuge
Das einzige Modell war ein Cyclecar. Für den Antrieb sorgte ein Einzylinder-Zweitaktmotor mit 350 cm³ Hubraum. Das Fahrgestell bestand aus Holz und die Karosserie aus Sperrholz.